# ティム・マクドナルド
ティム・マクドナルド（Tim McDonald, 1965年1月6日 - ）はアメリカNFLのプロアメリカンフットボール選手でポジションはセイフティ。カリフォルニア州出身。

## 経歴

### プロ入りまで
高校時代はセイフティとクォーターバックとしてプレーした。
名門 南カリフォルニア大学に進学した彼は、3年間先発出場し、325タックル。11インターセプトをあげた。4年次の1986年にはUSC出身のセイフティ、デニス・サーマン、ロニー・ロット、デニス・スミス、ジョーイ・ブラウナー、マーク・キャリアーと同様にオールアメリカンに選ばれた。同年新設されたジム・ソープ賞の最終候補となった。1986年のベイラー大学戦では99ヤードのリターンTDをあげている。
オールアメリカンにも2度選出された。
1999年には、セイフティでは6人しかいないウォルター・キャンプ20世紀チームに選ばれた。1987年の東西対抗試合では最優秀守備選手に選ばれた。

### NFL
1987年のNFLドラフト2巡でセントルイス・カージナルスに指名されて入団した。NFLドラフト前のスカウト・コンバインで40ヤード走の記録が悪かったため、プロでの活躍を危ぶむ声もあった。2年目の1988年から先発SSとなった。3年目となる1989年のプロボウル出場で一流選手の仲間入りを果たした。
1988年から1992年までの5年間で20インターセプト、6ファンブルフォース、1989年は7インターセプトをあげた。
その後、1992年にはNFLを独占禁止法で訴追したNFL選手団の一人となったが、NFLはこの裁判で敗訴となる。この裁判結果は、当時、トップ選手が自由意志で球団を移籍できなかったNFLにフリーエージェント制度を導入させる決定的要因となった。このフリーエージェント制度が翌1993年に導入されると、その恩恵に自ら浴すべく、同年4月7日にサンフランシスコ・フォーティナイナーズと契約し、移籍した。
移籍後も新天地で順調に選手生活を送り、第29回スーパーボウルで優勝、プロボウル選出3回（カージナルス時代と含めて計6回）を数え、90年代の49ersを象徴する選手の一人となった。その後、49ersの弱体化によるチーム再編に伴い2000年オフに引退。引退後は飲食店などを経営していたが、2002年に母校であるカリフォルニア州フレズノのエジソン高校のヘッドコーチに就任した。2010年にエジソン高校を離れたが、2011年に復帰した。2012年フレズノ州立大学のセカンダリーコーチに就任した。
2013年、ニューヨーク・ジェッツのレックス・ライアンヘッドコーチの下でDBコーチに就任、ライアンがバッファロー・ビルズヘッドコーチとなった2015年から2年間は、ビルズのDBコーチも務めた。

## 家族
妻のアリシアとの間に2男1女をもうけている。長男のT・JもUSCに進学し、セイフティを務めている。次男のテビンはUCLAに進学、ポジションは同じくセイフティ。